# Верхньодніпровська міська рада
Ве́рхньодніпро́вська міська́ ра́да — орган місцевого самоврядування в Верхньодніпровському районі Дніпропетровської області. Адміністративний центр — місто Верхньодніпровськ.

## Загальні відомості
- Населення ради: 16 680 осіб (станом на 2001 рік)

## Населені пункти
Міській раді підпорядковані населені пункти:
- м. Верхньодніпровськ

## Склад ради
Рада складається з 30 депутатів та голови.
- Голова ради: Калініченко Леонід Вікторович
- Секретар ради: Чумаченко Валентина Миколаївна

### Керівний склад попередніх скликань
| Прізвище, ім'я, по батькові   | Основні відомості                                                       | Дата обрання | Дата звільнення |
| ----------------------------- | ----------------------------------------------------------------------- | ------------ | --------------- |
| Лебідь Геннадій Миколайович   | Міський голова, 1965 року народження, освіта вища, член Партії регіонів | 26.03.2006   | 31.10.2010      |
| Лебідь Геннадій Миколайович   | Міський голова, 1965 року народження, освіта вища, член Партії регіонів | 31.10.2010   | 28.02.2013      |
| Калініченко Леонід Вікторович | Міський голова, 1967 року народження, освіта вища                       | 29.07.2014   |                 |

Примітка: таблиця складена за даними сайту Верховної Ради України

### Депутати
За результатами місцевих виборів 2010 року депутатами ради стали:

#### За суб'єктами висування
| Суб'єкт висування                                       | Кількість обраних депутатів | %    |
| ------------------------------------------------------- | --------------------------- | ---- |
| Партія регіонів                                         | 22                          | 73,3 |
| Політична партія Всеукраїнське об'єднання «Батьківщина» | 5                           | 16,7 |
| Комуністична партія України                             | 1                           | 3,3  |
| Політична партія «Сильна Україна»                       | 1                           | 3,3  |
| Політична партія «Фронт Змін»                           | 1                           | 3,3  |

#### За округами
| № округу                                                | Прізвище, ім'я, по батькові        | Дата визнання обраним | Освіта  | Партійна приналежність                        | Відомості про обраного депутата                                                             |
| ------------------------------------------------------- | ---------------------------------- | --------------------- | ------- | --------------------------------------------- | ------------------------------------------------------------------------------------------- |
| Комуністична партія України                             |                                    |                       |         |                                               |                                                                                             |
| б/м                                                     | Зубкова Алла Петрівна              | 02.11.2010            | вища    | член Комуністичної партії України             | пенсіонер                                                                                   |
| Партія регіонів                                         |                                    |                       |         |                                               |                                                                                             |
| б/м                                                     | Чумаченко Валентина Миколаївна     | 02.11.2010            | вища    | член Партії регіонів                          | Верхньодніпровська міська рада, секретар                                                    |
| б/м                                                     | Мороз Григорій Юрійович            | 02.11.2010            | вища    | член Партії регіонів                          | Державне лісове господарство, директор                                                      |
| б/м                                                     | Соколова Інна Анатоліївна          | 02.11.2010            | вища    | член Партії регіонів                          | Верхньодніпровська ЦРЛ, лікар                                                               |
| б/м                                                     | Кузнєцов Геннадій Володимирович    | 02.11.2010            | вища    | член Партії регіонів                          | ТОВ «Техінвест», директор                                                                   |
| б/м                                                     | Скиба Любов Павлівна               | 02.11.2010            | вища    | член Партії регіонів                          | Верхньодніпровське відділення Дніпропетровської філії АБ «Брокбізнесбанк», керуюча          |
| б/м                                                     | Лихолат Дмитро Васильович          | 02.11.2010            | вища    | позапартійний                                 | слідче управління Генеральної прокуратури України, старший прокурор                         |
| б/м                                                     | Дорошенко Тамара Федорівна         | 02.11.2010            | вища    | член Партії регіонів                          | Верхньодніпровська ЦРЛ, лікар                                                               |
| б/м                                                     | Атоян Тігран Петрович              | 02.11.2010            | вища    | член Партії регіонів                          | ТОВ «Агроінтер», директор                                                                   |
| б/м                                                     | Фомін Сергій Юрійович              | 02.11.2010            | вища    | член Партії регіонів                          | МНС у Верхньодніпровському районі, начальник                                                |
| 1                                                       | Пархоменко Любов Федорівна         | 02.11.2010            | вища    | член Партії регіонів                          | Верхньодніпровська загальноосвітня середня школа № 5, вчитель                               |
| 3                                                       | Роговська Ольга Володимирівна      | 02.11.2010            | вища    | член Партії регіонів                          | Верхньодніпровська загальноосвітня середня школа № 1, директор                              |
| 4                                                       | Корнієнко Катерина Петрівна        | 02.11.2010            | середня | член Партії регіонів                          | Верхньодніпровський районний будинок культури, керівник вокальної студії «Світанок»         |
| 5                                                       | Вулканова Вікторія Вікторівна      | 02.11.2010            | вища    | член Партії регіонів                          | Верхньодніпровська центральна районна лікарня, завідувачка денного стаціонарного відділення |
| 6                                                       | Аністратенко Наталія Станіславівна | 02.11.2010            | вища    | член Партії регіонів                          | Верхньодніпровська загальноосвітня середня школа № 5, директор                              |
| 7                                                       | Ткаченко Наталія Вікторівна        | 02.11.2010            | вища    | член Партії регіонів                          | Верхньодніпровський дошкільний навчально-виховний заклад № 3, завідувачка                   |
| 8                                                       | Тимошенко Олексій Анатолійович     | 02.11.2010            | вища    | член Партії регіонів                          | ТОВ «Атекс», оцінювач                                                                       |
| 9                                                       | Пархоменко Олена Станіславівна     | 02.11.2010            | вища    | член Партії регіонів                          | Верхньодніпровська центральна районна лікарня, заступник головного лікаря                   |
| 10                                                      | Середа Таїсія Володимирівна        | 02.11.2010            | вища    | член Партії регіонів                          | Верхньодніпровська загальноосвітня школа № 2, вчитель                                       |
| 11                                                      | Колісник Тетяна Василівна          | 02.11.2010            | вища    | член Партії регіонів                          | Верхньодніпровський дошкільний навчально-виховний заклад № 7, завідувачка                   |
| 12                                                      | Терещенко Валентина Данилівна      | 02.11.2010            | вища    | член Партії регіонів                          | ТОВ «Вікторія», директор                                                                    |
| 14                                                      | Синєпостол Олександр Іванович      | 02.11.2010            | вища    | член Партії регіонів                          | Верхньодніпровське державне лісове господарство, головний механік                           |
| 15                                                      | Ніколаєв Юрій Анатолійович         | 02.11.2010            | вища    | член Партії регіонів                          | Верхньодніпровське ТОВ «ТранзитОйл», директор                                               |
| Політична партія Всеукраїнське об'єднання «Батьківщина» |                                    |                       |         |                                               |                                                                                             |
| б/м                                                     | Бойко Ярослав Вікторович           | 02.11.2010            | середня | член Всеукраїнського об'єднання «Батьківщина» | приватний підприємець                                                                       |
| б/м                                                     | Згурський Ігор Миколайович         | 02.11.2010            | середня | член Всеукраїнського об'єднання «Батьківщина» | тимчасово не працює                                                                         |
| б/м                                                     | Сушкова Жанна Петрівна             | 02.11.2010            | вища    | член Всеукраїнського об'єднання «Батьківщина» | Верхньодніпровська середня загальноосвітня школа № 2, практичний психолог                   |
| 2                                                       | Журавльов Микола Миколайович       | 02.11.2010            | вища    | член Всеукраїнського об'єднання «Батьківщина» | пенсіонер                                                                                   |
| 13                                                      | Тканова Валентина Миколаївна       | 02.11.2010            | вища    | член Всеукраїнського об'єднання «Батьківщина» | повне товариство «Аякс», головний бухгалтер                                                 |
| Політична партія «Сильна Україна»                       |                                    |                       |         |                                               |                                                                                             |
| б/м                                                     | Голод Сергій Іванович              | 02.11.2010            | середня | член Політичної партії «Сильна Україна»       | ТОВ «Агрореммаш-Днепр», директор                                                            |
| Політична партія «Фронт Змін»                           |                                    |                       |         |                                               |                                                                                             |
| б/м                                                     | Забіяка Олексій Віталійович        | 02.11.2010            | середня | член Політичної партії «Фронт Змін»           | приватний підприємець                                                                       |